# Ишимбај
Ишимбај (рус. Ишимбай) град је у Русији у републици Башкирија. Налази се 166 km од главног града републике, Уфе, а јужније од Стерлитамака. Према попису становништва из 2010. у граду је живело 66.242 становника.
Оснивање и привредни развитак овог града је у свези са открићем нафтних налазишта 1932. године у селу Ишимбајево у бушотини 702 наишло се на нафту. У селу Ишимбају је изграђена прва нафтна индустрија у Башкирској. Године 1934 стиче статус „насеља градског типа“, а од 1940. године је град. Поштански код је 34794.

## Географија
Површина града износи 103,47 km².

## Становништво
Према прелиминарним подацима са пописа, у граду је 2010. живело 66.242 становника, 3.953 (5,63%) мање него 2002.
| 1939.  | 1959.  | 1970.  | 1979.  | 1989.  | 2002.  | 2010.  |
| ------ | ------ | ------ | ------ | ------ | ------ | ------ |
| 21.836 | 46.568 | 54.232 | 56.993 | 69.896 | 70.195 | 66.259 |